# بطولة الولايات المتحدة الوطنية للسنوكر
بطولة الولايات المتحدة الوطينة للسنوكر (بالإنجليزية:United States National Snooker Championship
) هي بطولة للسنوكر تأسست عام 1991 وهي تابعة لجمعية السنوكر الأمريكية وتقعد سنويا في الولايات المتحدة، وتعتبر أبرز حدث لهواة السنوكر في الولايات المتحدة.

## روابط خارجية
- الموقع الرسمي لجمعية السنوكر الأمريكية